# Andrés Gómez Sáez
Blahoslavený Andrés Gómez Sáez, SDB (7. května 1894, Bicorp – 1. ledna 1937, Santander) byl španělský římskokatolický kněz, salesián a mučedník. Katolická církev ho uctívá jako blahoslaveného.

## Život
Narodil se 7. května 1894 v Bicorpu v provincii Valencie a pokřtěn byl následující den. Po základní a střední škole vstoupil k Salesiánům Dona Bosca a své sliby složil 28. července 1914 v Carabanchel Alto. Na kněze byl vysvěcen 9. září 1925 v Ourense.
Svou kněžskou službu vykonával v Barakaldu, A Coruñi a v Santanderu. Za Španělské občanské války se ukrýval, aby se vyhnul vězení, protože katolické duchovenstvo bylo pronásledováno. Dne 1. ledna 1937 byl zatčen milicí a odsouzen jako kněz domobrany. Ve stejný den byl zastřelen.

## Proces blahořečení
Dne 9. října 1956 byl zahájen jeho proces blahořečení ve skupině 63 Salesiánkých mučedníků. Dne 26. června 2006 bylo uznáno jejich mučednictví. Blahořečeni byli 28. října 2007 papežem Benediktem XVI.